# Pic de Thoumasset
Le pic de Thoumasset est un sommet des Pyrénées françaises dans le département de l'Ariège. Il culmine à une altitude de 2 741 m.

## Géographie

### Topographie

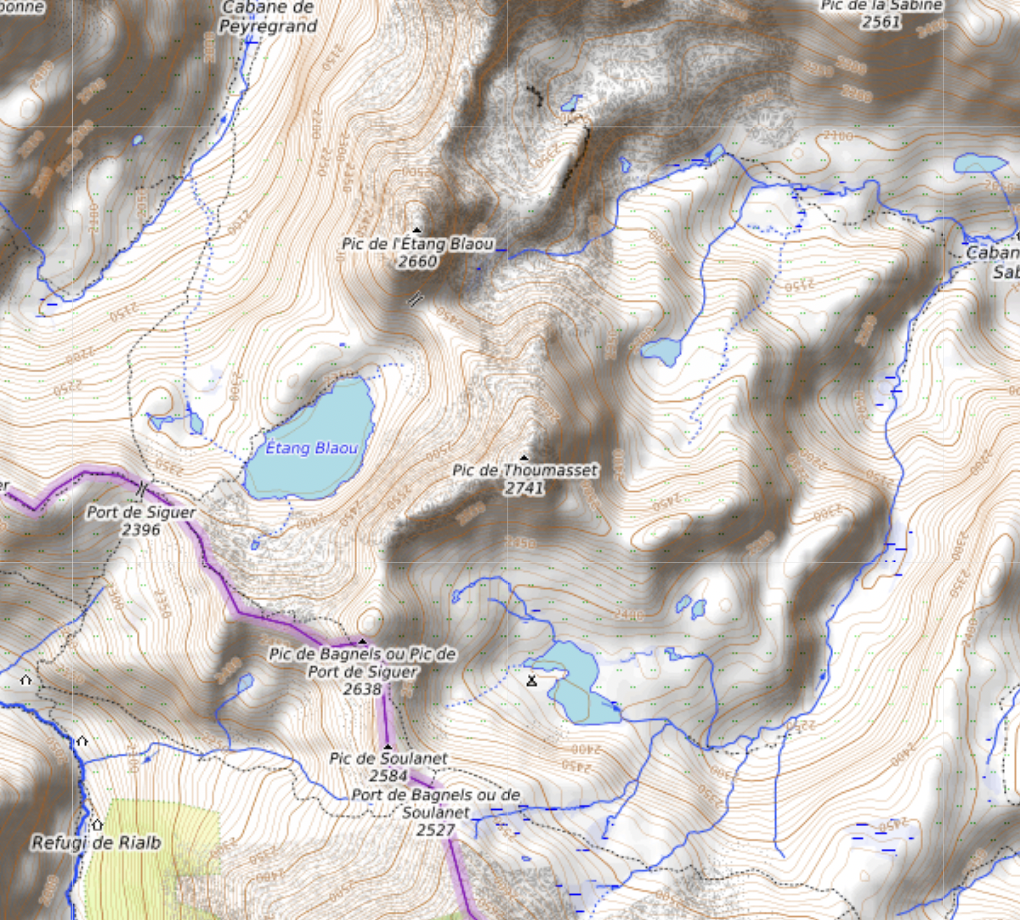
Carte topographique.

Le pic de Thoumasset est un grand sommet ariégeois situé dans la haute vallée de Siguer en limite des communes de Gestiès et d'Aston. Bien individualisé, de forme pyramidale, il domine l'étang Blaou (2 335 m), dans lequel plonge sa paroi ouest.
Le pic de Thoumasset n'est pas un sommet frontalier. La crête rocheuse de Bagnels le sépare de l'Andorre.
Le sommet est situé en limite du périmètre du parc naturel régional des Pyrénées ariégeoises.

### Géologie

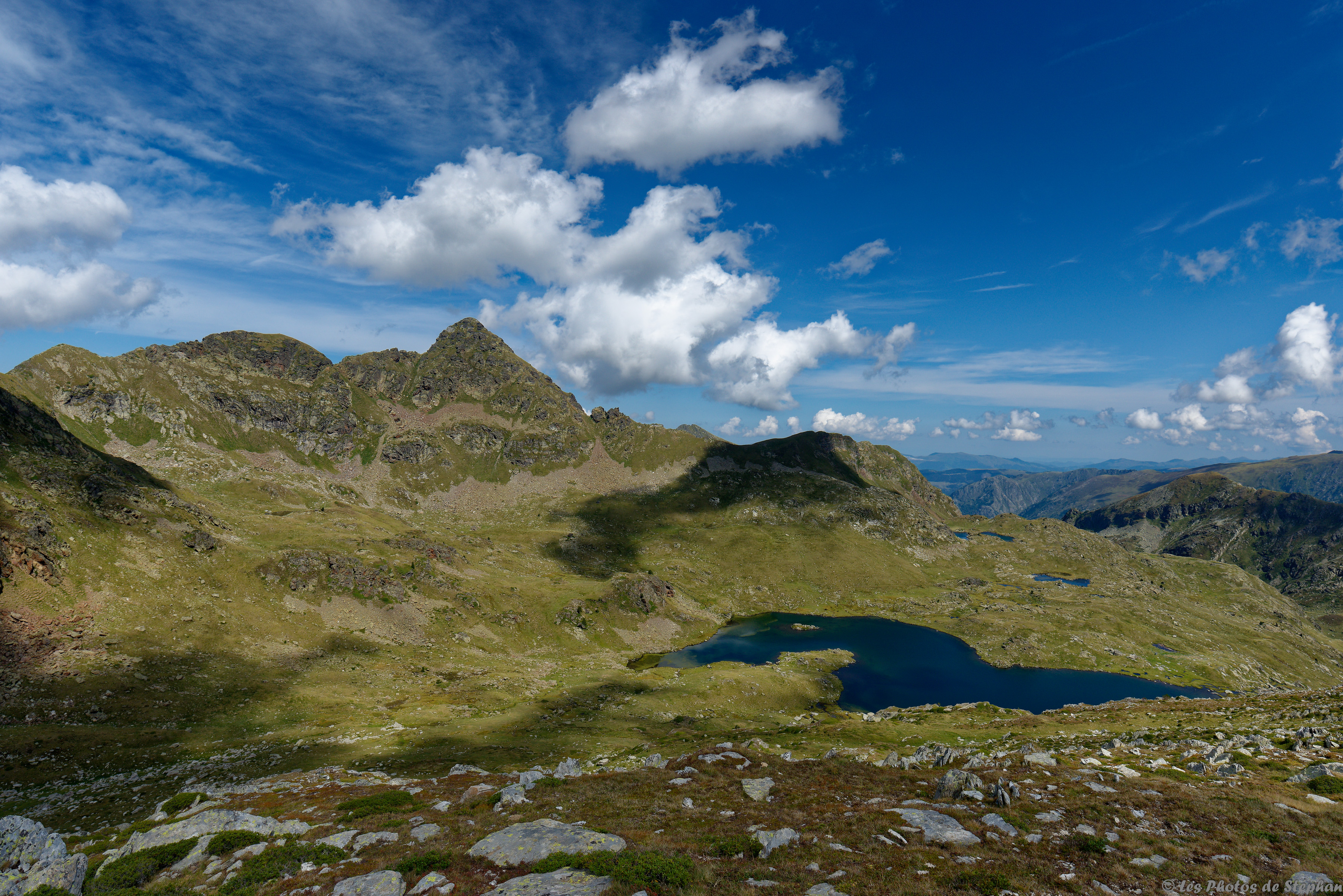
La face sud avec l'étang de Soulanet au premier plan.

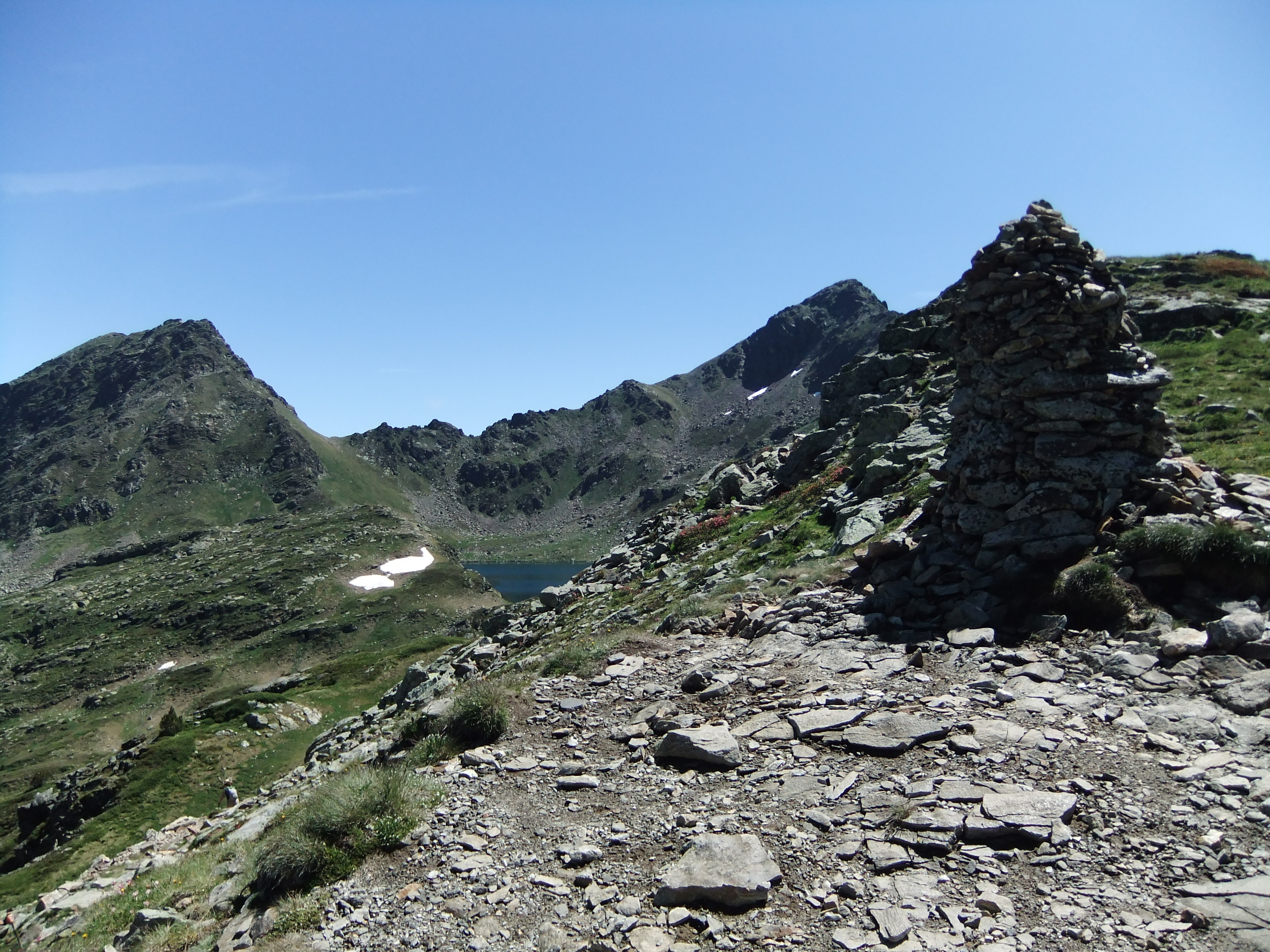
Depuis le port de Siguer, avec à gauche le pic de l'étang Blaou et à droite le pic de Thoumasset surplombant l'étang Blaou.

Sa roche sombre est constituée de mica et de schistes.

### Climat
Parmi les 28 balises Nivôse de Météo-France, deux se trouvent en Ariège, dont celle en haute vallée de l'Ariège sur la commune de L'Hospitalet-près-l'Andorre à 2 293 m, proche du pic de Thoumasset.